# Dichopetala andeana
Dichopetala andeana är en insektsart som beskrevs av Morgan Hebard 1924. Dichopetala andeana ingår i släktet Dichopetala och familjen vårtbitare. Inga underarter finns listade i Catalogue of Life.